# Élections législatives de 2022 dans la Drôme
Les élections législatives françaises de 2022 se déroulent les 12 et 19 juin 2022. Dans la Drôme, quatre sièges de députés sont à pourvoir dans le cadre de quatre circonscriptions.

## Résultats de l'élection présidentielle de 2022 par circonscription
| Circonscription | 1er tour | 1er tour | 1er tour  |         | 2d tour | 2d tour |
| Circonscription | Macron   | Le Pen   | Mélenchon | Macron  | Le Pen  |         |
| --------------- | -------- | -------- | --------- | ------- | ------- | ------- |
| Circonscription |          |          |           |         |         |         |
| 1re             | 27,48 %  | 20,70 %  | 24,01 %   | 62,02 % | 37,98 % |         |
| 2e              | 24,11 %  | 28,55 %  | 19,48 %   | 50,47 % | 49,53 % |         |
| 3e              | 23,46 %  | 20,80 %  | 26,18 %   | 58,31 % | 41,69 % |         |
| 4e              | 24,93 %  | 26,75 %  | 19,51 %   | 53,10 % | 46,90 % |         |

## Système électoral
Les élections législatives ont lieu au scrutin uninominal majoritaire à deux tours dans des circonscriptions uninominales.
Est élu au premier tour le candidat qui réunit la majorité absolue des suffrages exprimés et un nombre de voix au moins égal au quart (25 %) des électeurs inscrits dans la circonscription. Si aucun des candidats ne satisfait ces conditions, un second tour est organisé entre les candidats ayant réuni un nombre de voix au moins égal à un huitième des inscrits (12,5 %) ; les deux candidats arrivés en tête du premier tour se maintiennent néanmoins par défaut si un seul ou aucun d'entre eux n'a atteint ce seuil. Au second tour, le candidat arrivé en tête est déclaré élu.
Le seuil de qualification basé sur un pourcentage du total des inscrits et non des suffrages exprimés rend plus difficile l'accès au second tour lorsque l'abstention est élevée. Le système permet en revanche l'accès au second tour de plus de deux candidats si plusieurs d'entre eux franchissent le seuil de 12,5 % des inscrits. Les candidats en lice au second tour peuvent ainsi être trois, un cas de figure appelé « triangulaire ». Les second tours où s'affrontent quatre candidats, appelés « quadrangulaire » sont également possibles, mais beaucoup plus rares.

### Partis et nuances
Les résultats des élections sont publiés en France par le ministère de l'Intérieur, qui classe les partis en leur attribuant des nuances politiques. Ces dernières sont décidées par les préfets, qui les attribuent indifféremment de l'étiquette politique déclarée par les candidats, qui peut être celle d'un parti ou une candidature sans étiquette.
En 2022, seules les coalitions Ensemble (ENS) et Nouvelle Union populaire écologique et sociale (NUP), ainsi que le Parti radical de gauche (RDG), l'Union des démocrates et indépendants (UDI), Les Républicains (LR), le Rassemblement national (RN) et Reconquête (REC) se voient attribuer  une nuance propre,,.
Tous les autres partis se voient attribuer l'une ou l'autre des nuances suivantes : DXG (divers extrême gauche), DVG (divers gauche), ECO (écologiste), REG (régionaliste), DVC (divers centre), DVD (divers droite), DSV (droite souverainiste) et DXD (divers extrême droite). Des partis comme Debout la France ou Lutte ouvrière ne disposent ainsi pas de nuance propre, et leurs résultats nationaux ne sont pas publiés séparément par le ministère, car mélangés avec d'autres partis (respectivement dans les nuances DSV et DXG),.

## Résultats

### Élus
| Circonscription                                 | Député sortant      | Parti | Parti     | Groupe | Député élu ou réélu | Parti | Parti     | Groupe |
| ----------------------------------------------- | ------------------- | ----- | --------- | ------ | ------------------- | ----- | --------- | ------ |
| 1re                                             | Mireille Clapot     |       | EC - LREM | LREM   | Mireille Clapot     |       | EC - LREM | RE     |
| 2e                                              | Alice Thourot*      |       | LREM      | LREM   | Lisette Pollet      |       | RN        | RN     |
| 3e                                              | Célia de Lavergne   |       | LREM      | LREM   | Marie Pochon        |       | EELV      | ÉCO    |
| 4e                                              | Emmanuelle Anthoine |       | LR        | LR     | Emmanuelle Anthoine |       | LR        | LR     |
| * député sortant ne se représentant pas en 2022 |                     |       |           |        |                     |       |           |        |

### Résultats à l'échelle du département

#### Résultats par coalition
| Parti et coalition                                           | Parti et coalition                                           | Parti et coalition                             | Premier tour | Premier tour | Premier tour | Second tour   | Second tour   | Second tour | Total Sièges  | +/-           |  |
| Parti et coalition                                           | Parti et coalition                                           | Parti et coalition                             | Voix         | %            | Sièges       | Voix          | %             | Sièges      | Total Sièges  | +/-           |  |
| ------------------------------------------------------------ | ------------------------------------------------------------ | ---------------------------------------------- | ------------ | ------------ | ------------ | ------------- | ------------- | ----------- | ------------- | ------------- |  |
|                                                              |                                                              | Europe Écologie Les Verts (EELV)               | 22 323       | 11,68        | 0            | 29 636        | 17,04         | 1           | 1             | 1             |  |
|                                                              | La France insoumise (LFI)                                    | 20 456                                         | 10,71        | 0            | 31 073       | 17,87         | 0             | 0           | en stagnation |               |  |
|                                                              | Parti socialiste (PS)                                        | 14 858                                         | 7,78         | 0            | 19 686       | 11,32         | 0             | 0           | en stagnation |               |  |
| Total Nouvelle Union populaire écologique et sociale (NUPES) | Total Nouvelle Union populaire écologique et sociale (NUPES) | 57 637                                         | 30,17        | 0            | 80 395       | 46,22         | 1             | 1           | 1             |               |  |
|                                                              |                                                              | La République en marche (LREM)                 | 23 515       | 12,31        | 0            | 27 119        | 15,59         | 0           | 0             | 3             |  |
|                                                              | Mouvement démocrate (MoDem)                                  | 7 791                                          | 4,08         | 0            |              |               |               | 0           | Nv            |               |  |
|                                                              | En commun - La République en marche (EC - LREM)              | 7 353                                          | 3,85         | 0            | 17 769       | 10,22         | 1             | 1           | Nv            |               |  |
| Total Ensemble (ENS)                                         | Total Ensemble (ENS)                                         | 38 659                                         | 20,23        | 0            | 44 888       | 25,81         | 1             | 1           | 2             |               |  |
|                                                              | Rassemblement national (RN)                                  | Rassemblement national (RN)                    | 37 026       | 19,38        | 0            | 21 566        | 12,40         | 1           | 1             | 1             |  |
|                                                              |                                                              | Les Républicains (LR)                          | 35 122       | 18,38        | 0            | 27 077        | 15,57         | 1           | 1             | en stagnation |  |
| Total Union de la droite et du centre (UDC)                  | Total Union de la droite et du centre (UDC)                  | 35 122                                         | 18,38        | 0            | 27 077       | 15,57         | 1             | 1           | en stagnation |               |  |
|                                                              | Reconquête (REC)                                             | Reconquête (REC)                               | 8 064        | 4,22         | 0            |               |               |             | 0             | Nv            |  |
|                                                              | Dissidents Ensemble                                          | Dissidents Ensemble                            | 3 694        | 1,93         | 0            | 0             | Nv            |             |               |               |  |
|                                                              |                                                              | Debout la France (DLF)                         | 1 490        | 0,78         | 0            | 0             | en stagnation |             |               |               |  |
|                                                              | Les Patriotes (LP)                                           | 1 432                                          | 0,75         | 0            | 0            | Nv            |               |             |               |               |  |
| Total Union pour la France (UPF)                             | Total Union pour la France (UPF)                             | 2 922                                          | 1,53         | 0            | 0            | en stagnation |               |             |               |               |  |
|                                                              | Lutte ouvrière (LO)                                          | Lutte ouvrière (LO)                            | 2 114        | 1,11         | 0            | 0             | en stagnation |             |               |               |  |
|                                                              |                                                              | Sans étiquette                                 | 2 093        | 1,10         | 0            | 0             | Nv            |             |               |               |  |
| Total Convergence RIC (CRIC)                                 | Total Convergence RIC (CRIC)                                 | 2 093                                          | 1,10         | 0            | 0            | Nv            |               |             |               |               |  |
|                                                              | Écologie au centre (EAC)                                     | Écologie au centre (EAC)                       | 1 956        | 1,02         | 0            | 0             | en stagnation |             |               |               |  |
|                                                              | Parti animaliste (PA)                                        | Parti animaliste (PA)                          | 1 104        | 0,58         | 0            | 0             | en stagnation |             |               |               |  |
|                                                              | Union des démocrates musulmans français (UDMF)               | Union des démocrates musulmans français (UDMF) | 383          | 0,20         | 0            | 0             | Nv            |             |               |               |  |
|                                                              |                                                              | Solidarité et progrès (SP)                     | 277          | 0,14         | 0            | 0             | Nv            |             |               |               |  |
| Total La Raison du Peuple (LRDP)                             | Total La Raison du Peuple (LRDP)                             | 277                                            | 0,14         | 0            | 0            | Nv            |               |             |               |               |  |
|                                                              | Parti pirate (PP)                                            | Parti pirate (PP)                              | 12           | 0,01         | 0            | 0             | Nv            |             |               |               |  |
|                                                              | Dissidents NUPES                                             | Dissidents NUPES                               | 2            | 0,00         | 0            | 0             | Nv            |             |               |               |  |
|                                                              |                                                              |                                                |              |              |              |               |               |             |               |               |  |
| Suffrages exprimés                                           | Suffrages exprimés                                           | Suffrages exprimés                             | 191 065      | 98,11        |              | 173 926       | 91,36         |             |               |               |  |
| Votes blancs                                                 | Votes blancs                                                 | Votes blancs                                   | 2 625        | 1,35         | 11 849       | 6,22          |               |             |               |               |  |
| Votes nuls                                                   | Votes nuls                                                   | Votes nuls                                     | 1 051        | 0,54         | 4 596        | 2,41          |               |             |               |               |  |
| Total                                                        | Total                                                        | Total                                          | 194 741      | 100          | 0            | 190 371       | 100           | 4           | 4             | en stagnation |  |
| Abstentions                                                  | Abstentions                                                  | Abstentions                                    | 189 195      | 49,28        |              | 193 638       | 50,43         |             |               |               |  |
| Inscrits/Participation                                       | Inscrits/Participation                                       | Inscrits/Participation                         | 383 936      | 50,72        | 384 009      | 49,57         |               |             |               |               |  |

#### Résultats par nuance
| Nuance                 | Nuance                                         | Nuance                 | Premier tour | Premier tour | Premier tour | Second tour | Second tour   | Second tour | Total Sièges | +/-           |  |
| Nuance                 | Nuance                                         | Nuance                 | Voix         | %            | Sièges       | Voix        | %             | Sièges      | Total Sièges | +/-           |  |
| ---------------------- | ---------------------------------------------- | ---------------------- | ------------ | ------------ | ------------ | ----------- | ------------- | ----------- | ------------ | ------------- |  |
|                        | Nouvelle Union populaire écologique et sociale | NUP                    | 57 637       | 30,17        | 0            | 80 395      | 46,22         | 1           | 1            | 1             |  |
|                        | Ensemble !                                     | ENS                    | 38 659       | 20,23        | 0            | 44 888      | 25,81         | 1           | 1            | 2             |  |
|                        | Rassemblement national                         | RN                     | 37 026       | 19,38        | 0            | 21 566      | 12,40         | 1           | 1            | 1             |  |
|                        | Les Républicains                               | LR                     | 35 122       | 18,38        | 0            | 27 077      | 15,57         | 1           | 1            | en stagnation |  |
|                        | Reconquête                                     | REC                    | 8 064        | 4,22         | 0            |             |               |             | 0            | Nv            |  |
|                        | Divers centre                                  | DVC                    | 3 694        | 1,93         | 0            | 0           | Nv            |             |              |               |  |
|                        | Droite souverainiste                           | DSV                    | 3 199        | 1,67         | 0            | 0           | en stagnation |             |              |               |  |
|                        | Ecologistes                                    | ECO                    | 3 060        | 1,60         | 0            | 0           | en stagnation |             |              |               |  |
|                        | Divers gauche                                  | DVG                    | 2 478        | 1,30         | 0            | 0           | en stagnation |             |              |               |  |
|                        | Divers extrême gauche                          | DXG                    | 2 114        | 1,11         | 0            | 0           | en stagnation |             |              |               |  |
|                        | Divers                                         | DIV                    | 12           | 0,01         | 0            | 0           | en stagnation |             |              |               |  |
|                        |                                                |                        |              |              |              |             |               |             |              |               |  |
| Suffrages exprimés     | Suffrages exprimés                             | Suffrages exprimés     | 191 065      | 98,11        |              | 173 926     | 91,36         |             |              |               |  |
| Votes blancs           | Votes blancs                                   | Votes blancs           | 2 625        | 1,35         | 11 849       | 6,22        |               |             |              |               |  |
| Votes nuls             | Votes nuls                                     | Votes nuls             | 1 051        | 0,54         | 4 596        | 2,41        |               |             |              |               |  |
| Total                  | Total                                          | Total                  | 194 741      | 100          | 0            | 190 371     | 100           | 4           | 4            | en stagnation |  |
| Abstentions            | Abstentions                                    | Abstentions            | 189 195      | 49,28        |              | 193 638     | 50,43         |             |              |               |  |
| Inscrits/Participation | Inscrits/Participation                         | Inscrits/Participation | 383 936      | 50,72        | 384 009      | 49,57       |               |             |              |               |  |

### Cartes

Nuance politique des candidats arrivés en tête dans chaque commune au 1er tour.
Nuance politique des candidats arrivés en tête dans chaque commune au 2e tour.

### Résultats par circonscription

#### Première circonscription
Députée sortante : Mireille Clapot (En commun - La République en marche).
| Candidat                 | Candidat                 | Parti et coalition       | Nuance                   | Premier tour | Premier tour | Second tour | Second tour |
| Candidat                 | Candidat                 | Parti et coalition       | Nuance                   | Voix         | %            | Voix        | %           |
| ------------------------ | ------------------------ | ------------------------ | ------------------------ | ------------ | ------------ | ----------- | ----------- |
|                          | Karim Chkeri             | LFI (NUPES)              | NUP                      | 10 058       | 27,98        | 14 884      | 45,58       |
|                          | Mireille Clapot          | EC - LREM (ENS)          | ENS                      | 7 353        | 20,45        | 17 769      | 54,42       |
|                          | Véronique Pugeat         | LR (UDC)                 | LR                       | 6 996        | 19,46        |             |             |
|                          | Philippe Tosello-Pace    | RN                       | RN                       | 5 638        | 15,68        |             |             |
|                          | Bruno Casari             | LREM diss.               | DVC                      | 1 700        | 4,73         |             |             |
|                          | Pascale Vincent          | REC                      | REC                      | 1 644        | 4,57         |             |             |
|                          | Tifanie Piga             | ÉAC                      | ECO                      | 1 007        | 2,80         |             |             |
|                          | Pierrick Brébant         | LP (UPF)                 | DSV                      | 507          | 1,41         |             |             |
|                          | Samantha Rose            | PA                       | ECO                      | 471          | 1,31         |             |             |
|                          | Adèle Kopff              | LO                       | DXG                      | 335          | 0,93         |             |             |
|                          | Ozbay Pehlivan           | UDMF                     | DVG                      | 227          | 0,63         |             |             |
|                          | Charles Barjonet         | PP                       | DIV                      | 12           | 0,03         |             |             |
|                          |                          |                          |                          |              |              |             |             |
| Votes valides            | Votes valides            | Votes valides            | Votes valides            | 35 948       | 98,20        | 32 653      | 91,66       |
| Votes blancs             | Votes blancs             | Votes blancs             | Votes blancs             | 466          | 1,27         | 2 028       | 5,69        |
| Votes nuls               | Votes nuls               | Votes nuls               | Votes nuls               | 192          | 0,52         | 944         | 2,65        |
| Total                    | Total                    | Total                    | Total                    | 36 606       | 100          | 35 625      | 100         |
| Abstention               | Abstention               | Abstention               | Abstention               | 41 353       | 53,04        | 42 332      | 54,30       |
| Inscrits / participation | Inscrits / participation | Inscrits / participation | Inscrits / participation | 77 959       | 46,96        | 77 957      | 45,70       |

#### Deuxième circonscription
Députée sortante : Alice Thourot (La République en marche).
| Candidat                 | Candidat                 | Parti et coalition       | Nuance                   | Premier tour | Premier tour | Second tour | Second tour |
| Candidat                 | Candidat                 | Parti et coalition       | Nuance                   | Voix         | %            | Voix        | %           |
| ------------------------ | ------------------------ | ------------------------ | ------------------------ | ------------ | ------------ | ----------- | ----------- |
|                          | Lisette Pollet           | RN                       | RN                       | 11 585       | 26,64        | 21 566      | 57,12       |
|                          | Gilles Reynaud           | LFI (NUPES)              | NUP                      | 10 398       | 23,91        | 16 189      | 42,88       |
|                          | Benoît Maclin            | LREM (ENS)               | ENS                      | 8 731        | 20,07        |             |             |
|                          | Valérie Arnavon          | LR (UDC)                 | LR                       | 5 561        | 12,79        |             |             |
|                          | Thomas Battesti          | REC                      | REC                      | 2 409        | 5,54         |             |             |
|                          | Salim Bouziane           | LREM diss.               | DVC                      | 1 994        | 4,58         |             |             |
|                          | Mohamed Aissou           | ÉAC                      | ECO                      | 949          | 2,18         |             |             |
|                          | Arnaud Alzat-Laly        | DLF (UPF)                | DSV                      | 698          | 1,60         |             |             |
|                          | Rémi Dubois              | PA                       | ECO                      | 633          | 1,46         |             |             |
|                          | Guy Rat                  | LO                       | DXG                      | 537          | 1,23         |             |             |
|                          |                          |                          |                          |              |              |             |             |
| Votes valides            | Votes valides            | Votes valides            | Votes valides            | 43 495       | 97,65        | 37 755      | 86,12       |
| Votes blancs             | Votes blancs             | Votes blancs             | Votes blancs             | 729          | 1,64         | 4 577       | 10,44       |
| Votes nuls               | Votes nuls               | Votes nuls               | Votes nuls               | 318          | 0,71         | 1 508       | 3,44        |
| Total                    | Total                    | Total                    | Total                    | 44 542       | 100          | 43 840      | 100         |
| Abstention               | Abstention               | Abstention               | Abstention               | 51 366       | 53,56        | 52 090      | 54,30       |
| Inscrits / participation | Inscrits / participation | Inscrits / participation | Inscrits / participation | 95 908       | 46,44        | 95 930      | 45,70       |

#### Troisième circonscription
Députée sortante : Célia de Lavergne (La République en marche).
| Candidat                 | Candidat                 | Parti et coalition       | Nuance                   | Premier tour | Premier tour | Second tour | Second tour |
| Candidat                 | Candidat                 | Parti et coalition       | Nuance                   | Voix         | %            | Voix        | %           |
| ------------------------ | ------------------------ | ------------------------ | ------------------------ | ------------ | ------------ | ----------- | ----------- |
|                          | Marie Pochon             | EÉLV (NUPES)             | NUP                      | 22 323       | 35,49        | 29 636      | 52,22       |
|                          | Célia de Lavergne        | LREM (ENS)               | ENS                      | 14 784       | 23,50        | 27 119      | 47,78       |
|                          | Philippe Dos Reis        | RN                       | RN                       | 10 002       | 15,90        |             |             |
|                          | Paul Bérard              | LR (UDC)                 | LR                       | 9 986        | 15,88        |             |             |
|                          | Virginie Raynal          | REC                      | REC                      | 2 147        | 3,41         |             |             |
|                          | Alain Maurice            | SE (CRIC)                | DVG                      | 2 093        | 3,33         |             |             |
|                          | Sylvie Martin            | LP (UPF)                 | DSV                      | 925          | 1,47         |             |             |
|                          | Charly Champmartin       | LO                       | DXG                      | 643          | 1,02         |             |             |
|                          | Élise Blanchard          | PCF diss.                | DVG                      | 2            | 0,00         |             |             |
|                          |                          |                          |                          |              |              |             |             |
| Votes valides            | Votes valides            | Votes valides            | Votes valides            | 62 905       | 98,24        | 56 755      | 91,49       |
| Votes blancs             | Votes blancs             | Votes blancs             | Votes blancs             | 835          | 1,30         | 3 727       | 6,01        |
| Votes nuls               | Votes nuls               | Votes nuls               | Votes nuls               | 294          | 0,46         | 1 550       | 2,50        |
| Total                    | Total                    | Total                    | Total                    | 64 034       | 100          | 62 032      | 100         |
| Abstention               | Abstention               | Abstention               | Abstention               | 46 867       | 42,26        | 48 889      | 44,08       |
| Inscrits / participation | Inscrits / participation | Inscrits / participation | Inscrits / participation | 110 901      | 57,74        | 110 921     | 55,92       |

#### Quatrième circonscription
Députée sortante : Emmanuelle Anthoine (Les Républicains).
| Candidat                 | Candidat                 | Parti et coalition       | Nuance                   | Premier tour | Premier tour | Second tour | Second tour |
| Candidat                 | Candidat                 | Parti et coalition       | Nuance                   | Voix         | %            | Voix        | %           |
| ------------------------ | ------------------------ | ------------------------ | ------------------------ | ------------ | ------------ | ----------- | ----------- |
|                          | Pierre Jouvet            | PS (NUPES)               | NUP                      | 14 858       | 30,50        | 19 686      | 42,10       |
|                          | Emmanuelle Anthoine      | LR (UDC)                 | LR                       | 12 579       | 25,82        | 27 077      | 57,90       |
|                          | Véronique Stin           | RN                       | RN                       | 9 801        | 20,12        |             |             |
|                          | Olivier Gafa             | MoDem (ENS)              | ENS                      | 7 791        | 15,99        |             |             |
|                          | Geneviève Verny          | REC                      | REC                      | 1 864        | 3,83         |             |             |
|                          | Nadine Nicolas           | DLF (UPF)                | DSV                      | 792          | 1,63         |             |             |
|                          | Monique Bernard          | LO                       | DXG                      | 599          | 1,23         |             |             |
|                          | Gérard Julien            | SP (LRDP)                | DSV                      | 277          | 0,57         |             |             |
|                          | Aydin Tanriverdi         | UDMF                     | DVG                      | 156          | 0,32         |             |             |
|                          |                          |                          |                          |              |              |             |             |
| Votes valides            | Votes valides            | Votes valides            | Votes valides            | 48 717       | 98,30        | 46 763      | 95,68       |
| Votes blancs             | Votes blancs             | Votes blancs             | Votes blancs             | 595          | 1,20         | 1 517       | 3,10        |
| Votes nuls               | Votes nuls               | Votes nuls               | Votes nuls               | 247          | 0,50         | 594         | 1,22        |
| Total                    | Total                    | Total                    | Total                    | 49 559       | 100          | 48 874      | 100         |
| Abstention               | Abstention               | Abstention               | Abstention               | 49 609       | 50,03        | 50 327      | 50,73       |
| Inscrits / participation | Inscrits / participation | Inscrits / participation | Inscrits / participation | 99 168       | 49,97        | 99 201      | 49,27       |